# Ra'ed Al-Nawateer
Ra'ed Al-Nawateer (Ajlun, 5 maggio 1988) è un calciatore giordano, attaccante dell'Al-Hussein e della nazionale giordana.

## Carriera

### Club
Al-Nawateer ha vestito le maglie di Al-Jazira, Al-Ahli, Al-Faisaly, Shabab Al-Ordon e Al-Hussein.

### Nazionale
Partecipò al mondiale Under-20 del 2007, con la nazionale di categoria. Nel 2008 debuttò anche nella selezione maggiore.